# 마시 퍼랜

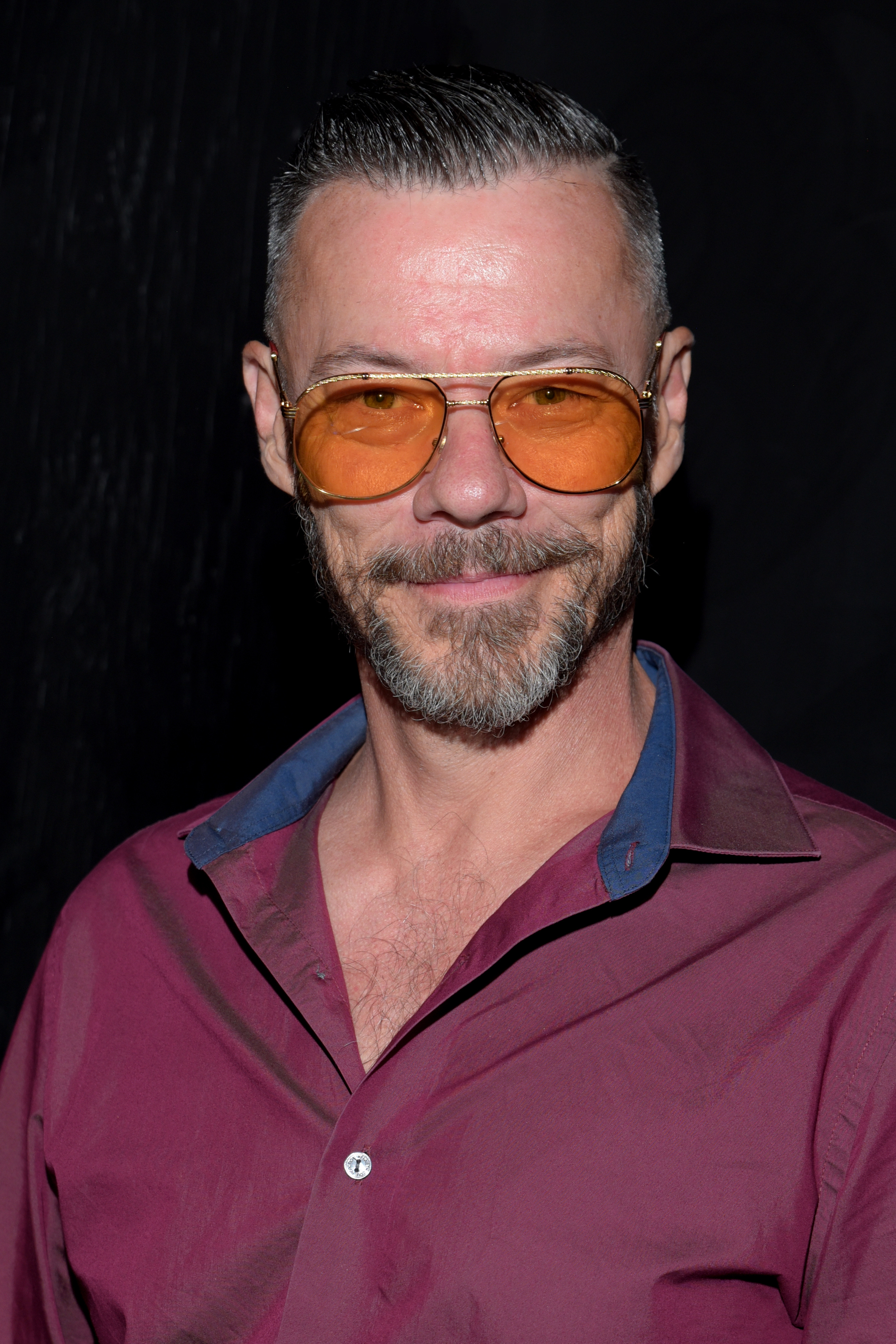

마시 퍼랜(Massi Furlan, 1968년 9월 29일 ~ )은 미국의 배우, 영화 제작자이다.
트레비소에서 태어났다.

## 출연 작품
- 이웃집 스파이 (2016년)
- 스톡드 바이 마이 네이버 (2015년)
- 살바토르 (2013년)
- 블러드 리벤지 (2013년) - 보리스 역
- 레이오버 (2012년)
- 리즈 앤 딕 (2012년) - 메이트리 D 역
- 다크 나이트 라이즈 (2012년) - NYSE 수위 역
- 라스트 더 맥스 (2010년) - 로코 역
- 비버리 힐스 닌자 (2009)
- 스타 트렉: 더 비기닝 (2009년)
- 할리우드 폭로전 (2008년)
- 총각 파티 2 (2008년)
- 고스트 앤 크라임 (2005년)